# Eurico Cameira
Eurico Máximo Cameira Coelho e Sousa (Gonçalo (Guarda), 3 de março de 1883 — São Mamede de Infesta, 23 de dezembro de 1936) foi um político e militar português. Foi ministro do Trabalho e Previdência Social no segundo governo de João Tamagnini Barbosa, entre 7 e 27 de janeiro de 1919.

## Biografia
Antigo capitão do exército, membro do Partido Centrista Republicano apoiante do sidonismo.
Com Sidónio Pais e Feliciano da Costa foi uma das figuras principais da revolução de 5 de dezembro de 1917. Quando Sidónio Pais ocupou a chefia da nação, o capitão Cameira foi um dos seus colaboradores mais devotados como ministro do Trabalho e director da Caixa Geral de Depósitos. Estava ao lado do presidente quando este foi morto a tiro na Estação do Rossio. Após a eclosão do movimento monárquico do Norte do país, Eurico Cameira tomou parte activa na sua repressão. Em 1930 passou à situação de reforma e foi depois director do Matadouro Municipal do Porto. 
Após a implantação do Estado Novo, Eurico Cameira prestou aconselhamento ao então Ministro do Interior, Henrique Linhares de Lima, como prova carta enviada ao mesmo, durante o ano de 1935, intitulada "Esboço das Ideias-Mestras de Sidónio sobre Assistência Pública (adaptadas ao momento actual)".